# Nazionale maschile under 19 di football americano dell'Italia
La Nazionale di football americano Under-19 dell'Italia è la selezione maschile di football americano della Federazione Italiana di American Football, il cui nickname è Blue Team, che rappresenta l'Italia nelle varie competizioni ufficiali o amichevoli riservate a squadre Nazionali Under-19.

## Risultati
Legenda: Grassetto: Risultato migliore, Corsivo: Mancate partecipazioni

## Dettaglio stagioni

### Amichevoli
| Stagione | Vin | Par | Per | Tot | PF | PS  | avversaria         |
| -------- | --- | --- | --- | --- | -- | --- | ------------------ |
| 2001     | 0   | 0   | 1   | 1   | 0  | 61  | Austria U-19       |
| 2004     | 0   | 0   | 1   | 1   | 6  | 14  | Svizzera U-19      |
| 2008     | 0   | 0   | 1   | 1   | 7  | 14  | Svizzera U-19      |
| 2013     | 0   | 0   | 1   | 1   | 0  | 67  | Team Stars&Stripes |
| 2015     | 0   | 0   | 1   | 1   | 7  | 73  | USA AFW Elite      |
| Totale   | 0   | 0   | 5   | 5   | 20 | 229 |                    |

Fonte: americanfootballitalia.com

### Tornei

#### Europei

##### Europeo ante 2022

###### Fase finale
| Stagione | regular season | regular season | regular season | regular season | regular season | regular season | playoff | playoff | playoff | playoff | playoff | playoff       | playoff            |
|          | Vin            | Par            | Per            | Tot            | PF             | PS             | Vin     | Per     | Tot     | PF      | PS      | risultato     | avversaria         |
| -------- | -------------- | -------------- | -------------- | -------------- | -------------- | -------------- | ------- | ------- | ------- | ------- | ------- | ------------- | ------------------ |
| 1992     | -              | -              | -              | -              | -              | -              | 1       | 1       | 2       | 42      | 38      | Terzo posto   | Gran Bretagna U-19 |
| 1994     | 0              | 0              | 3              | 3              | 12             | 96             | 0       | 1       | 1       | ?       | ?       | Ottavo posto  | Spagna U-19        |
| 1996     | 0              | 0              | 2              | 2              | 26             | 52             | 0       | 1       | 1       | ?       | ?       | Sesto posto   | Svizzera U-19      |
| 2017     | -              | -              | -              | -              | -              | -              | 0       | 2       | 2       | 0       | 69      | Quarto posto  | Germania U-19      |
| 2019     | -              | -              | -              | -              | -              | -              | 1       | 2       | 3       | 64      | 73      | Settimo posto | Norvegia U-19      |
| Totale   | 0              | 0              | 5              | 5              | 38             | 148            | 2       | 7       | 9       | 106+?   | 180+?   |               |                    |

Fonte: americanfootballitalia.com

###### Qualificazioni
| Stagione | regular season | regular season | regular season | regular season | regular season | regular season | playoff | playoff | playoff | playoff | playoff | playoff   | playoff            |
|          | Vin            | Par            | Per            | Tot            | PF             | PS             | Vin     | Per     | Tot     | PF      | PS      | risultato | avversaria         |
| -------- | -------------- | -------------- | -------------- | -------------- | -------------- | -------------- | ------- | ------- | ------- | ------- | ------- | --------- | ------------------ |
| 2000     | -              | -              | -              | -              | -              | -              | 0       | 1       | 1       | 0       | 22      |           | Austria U-19       |
| 2002     | -              | -              | -              | -              | -              | -              | 0       | 1       | 1       | 14      | 20      |           | Paesi Bassi U-19   |
| 2006     | -              | -              | -              | -              | -              | -              | 0       | 1       | 1       | 7       | 53      |           | Austria U-19       |
| 2008     | -              | -              | -              | -              | -              | -              | 0       | 1       | 1       | 8       | 32      |           | Russia U-19        |
| 2010     | -              | -              | -              | -              | -              | -              | 0       | 1       | 1       | 19      | 24      |           | Rep. Ceca U-19     |
| 2013     | -              | -              | -              | -              | -              | -              | 0       | 2       | 2       | 27      | 49      |           | Gran Bretagna U-19 |
| 2015     | 1              | 0              | 0              | 1              | 9              | 0              | 1       | 1       | 2       | 12      | 42      |           | Paesi Bassi U-19   |
| 2017     | -              | -              | -              | -              | -              | -              | 1       | 0       | 1       | 7       | 6       |           | Serbia U-19        |
| Totale   | 1              | 0              | 1              | 9              | 22             | 14             | 2       | 8       | 10      | 94      | 248     |           |                    |

Fonte: americanfootballitalia.com

##### Europeo B
| Stagione | regular season | regular season | regular season | regular season | regular season | regular season | playoff | playoff | playoff | playoff | playoff | playoff   | playoff        |
|          | Vin            | Par            | Per            | Tot            | PF             | PS             | Vin     | Per     | Tot     | PF      | PS      | risultato | avversaria     |
| -------- | -------------- | -------------- | -------------- | -------------- | -------------- | -------------- | ------- | ------- | ------- | ------- | ------- | --------- | -------------- |
| 2022     | -              | -              | -              | -              | -              | -              | 1       | 1       | 2       | 47      | 33      | Finale    | Finlandia U-19 |
| 2023     | -              | -              | -              | -              | -              | -              | 1       | 1       | 2       | 46      | 41      | Finale    | Germania U-19  |
| Totale   | -              | -              | -              | -              | -              | -              | 2       | 2       | 4       | 93      | 74      |           |                |

Fonte: americanfootballitalia.com

### Riepilogo partite disputate
| Anno              | Luogo              | Evento                  | Fase del torneo                                  | Incontro                         | Risultato |
| 1992              | Tolone             | Europeo                 | Semifinale                                       | Finlandia U-19 - Italia U-19     | 38 - 0    |
| 1992              | Tolone             | Europeo                 | Finale 3º - 4º posto                             | Italia U-19 - Gran Bretagna U-19 | 42 - 0    |
| 1994              | Berlino            | Europeo                 | Girone                                           | Svezia U-19 - Italia U-19        | 28 - 0    |
| 1994              | Berlino            | Europeo                 | Girone                                           | Italia U-19 - Spagna U-19        | 6 - 32    |
| 1994              | Berlino            | Europeo                 | Girone                                           | Germania U-19 - Italia U-19      | 36 - 6    |
| 1994              | Berlino            | Europeo                 | Finale 7º - 8º posto                             | Spagna U-19 - Italia U-19        | v - p     |
| 1996              | Germania           | Europeo                 | Girone                                           | Spagna U-19 - Italia U-19        | 14 - 12   |
| 1996              | Germania           | Europeo                 | Girone                                           | Finlandia U-19 - Italia U-19     | 38 - 14   |
| 1996              | Germania           | Europeo                 | Finale 5º - 6º posto                             | Italia U-19 - Svizzera U-19      | p - v     |
| 2000              | ?                  | Europeo                 | Qualificazioni                                   | Italia U-19 - Austria U-19       | 0 - 22    |
| 2001              | Bolzano            | Amichevole              |                                                  | Italia U-19 - Austria U-19       | 0 - 61    |
| 2002              | Reggio nell'Emilia | Europeo                 | Qualificazioni                                   | Italia U-19 - Paesi Bassi U-19   | 14 - 20   |
| 2004              | Milano             | Amichevole              |                                                  | Italia U-19 - Svizzera U-19      | 6 - 14    |
| 2006              | Vienna             | Europeo                 | Qualificazioni                                   | Austria U-19 - Italia U-19       | 53 - 7    |
| 2008              | Svizzera           | Amichevole              |                                                  | Svizzera U-19 - Italia U-19      | 14 - 7    |
| 24 maggio 2008    | Mosca              | Europeo                 | Qualificazioni                                   | Russia U-19 - Italia U-19        | 32 - 8    |
| 29 marzo 2010     | Italia             | Europeo                 | Qualificazioni                                   | Italia U-19 - Rep. Ceca U-19     | 19 - 24   |
| 7 settembre 2012  | Roma               | Europeo                 | Qualificazioni - Girone (1º turno)               | Italia U-19 - Paesi Bassi U-19   | 13 - 14   |
| 9 settembre 2012  | Roma               | Europeo                 | Qualificazioni - Finale 3º - 4º posto (1º turno) | Italia U-19 - Gran Bretagna U-19 | 14 - 35   |
| 2013              | Torino             | Amichevole              |                                                  | Italia U-19 - Team Stars&Stripes | 0 - 67    |
| 2015              | Milano             | Amichevole              |                                                  | Italia U-19 - USA AFW Elite      | 7 - 73    |
| 12 aprile 2015    | Torino             | Europeo                 | Qualificazioni                                   | Italia U-19 - Spagna U-19        | 9 - 0     |
| 8 maggio 2015     | Pessac             | Europeo                 | Qualificazioni                                   | Francia U-19 - Italia U-19       | 35 - 0    |
| 10 maggio 2015    | Pessac             | Europeo                 | Qualificazioni                                   | Paesi Bassi U-19 - Italia U-19   | 7 - 12    |
| 2016              | Bergamo            | Amichevole              |                                                  | Italia U-19 - USA AFW Elite      | 3 - 68    |
| 16 luglio 2016    | Castel Giorgio     | Il Ritorno dei Supermen |                                                  | Italia U-19 - Spagna U-19        | 0 - 29    |
| 2017              | Varese             | Amichevole              |                                                  | Italia U-19 - USA AFW Elite      | 0 - 40    |
| 6 maggio 2017     | Belgrado           | Europeo                 | Qualificazioni                                   | Serbia U-19 - Italia U-19        | 6 - 7     |
| 14 luglio 2017    | Villepinte         | Europeo                 | Semifinale                                       | Austria U-19 - Italia U-19       | 19 - 0    |
| 16 luglio 2017    | Villepinte         | Europeo                 | Finale 3º - 4º posto                             | Italia U-19 - Germania U-19      | 0 - 50    |
| 29 luglio 2019    | Bologna            | Europeo                 | Quarti di finale                                 | Danimarca U-19 - Italia U-19     | 17 - 6    |
| 1º agosto 2019    | Bologna            | Europeo                 | Semifinale 5º - 8º posto                         | Italia U-19 - Spagna U-19        | 21 - 36   |
| 4 agosto 2019     | Bologna            | Europeo                 | Finale 7º - 8º posto                             | Norvegia U-19 - Italia U-19      | 20 - 37   |
| 6 luglio 2022     | Bologna            | Europeo B               | Semifinale                                       | Spagna U-19 - Italia U-19        | 0 - 24    |
| 9 luglio 2022     | Bologna            | Europeo B               | Finale                                           | Finlandia U-19 - Italia U-19     | 33 - 23   |
| 8 aprile 2023     | Milano             | Europeo B               | Semifinale                                       | Italia U-19 - Gran Bretagna U-19 | 34 - 0    |
| 17 settembre 2023 | Schwäbisch Hall    | Europeo B               | Finale                                           | Germania U-19 - Italia U-19      | 41 - 12   |
| 19 aprile 2025    | Neu-Ulm            | Europeo B               | Semifinale                                       | Germania U-19 - Italia U-19      | 55 - 0    |

## Confronti con le altre Nazionali
Questi sono i saldi dell'Italia nei confronti delle Nazionali incontrate.

### Saldo positivo
| Nazionale          | Giocate | Vinte | Pareggiate | Perse | PF | PS | Ultima vittoria | Ultimo pari | Ultima sconfitta |
| ------------------ | ------- | ----- | ---------- | ----- | -- | -- | --------------- | ----------- | ---------------- |
| Norvegia U-19      | 1       | 1     | 0          | 0     | 37 | 20 | 2019            | -           | -                |
| Serbia U-19        | 1       | 1     | 0          | 0     | 7  | 6  | 2017            | -           | -                |
| Gran Bretagna U-19 | 3       | 2     | 0          | 1     | 90 | 35 | 2023            | -           | 2012             |

### Saldo negativo
| Nazionale        | Giocate | Vinte | Pareggiate | Perse | PF   | PS    | Ultima vittoria | Ultimo pari | Ultima sconfitta |
| ---------------- | ------- | ----- | ---------- | ----- | ---- | ----- | --------------- | ----------- | ---------------- |
| Paesi Bassi U-19 | 3       | 1     | 0          | 2     | 39   | 41    | 2015            | -           | 2012             |
| Spagna U-19      | 7       | 2     | 0          | 5     | 72+? | 111+? | 2022            | -           | 2019             |
| Rep. Ceca U-19   | 1       | 0     | 0          | 1     | 19   | 24    | -               | -           | 2010             |
| Danimarca U-19   | 1       | 0     | 0          | 1     | 6    | 17    | -               | -           | 2019             |
| Russia U-19      | 1       | 0     | 0          | 1     | 8    | 32    | -               | -           | 2008             |
| Svezia U-19      | 1       | 0     | 0          | 1     | 0    | 28    | -               | -           | 1994             |
| Francia U-19     | 1       | 0     | 0          | 1     | 0    | 35    | -               | -           | 2015             |
| Svizzera U-19    | 3       | 0     | 0          | 3     | 13+? | 28+?  | -               | -           | 2008             |
| Finlandia U-19   | 3       | 0     | 0          | 3     | 37   | 109   | -               | -           | 2022             |
| Austria U-19     | 4       | 0     | 0          | 4     | 7    | 155   | -               | -           | 2017             |
| Germania U-19    | 4       | 0     | 0          | 4     | 18   | 182   | -               | -           | 2025             |

## Roster storici
| Roster dell'Italia - Germania-Italia semifinale Europeo Under-19 2025 |
| --- |
| Quarterback - 2 Sergio Marzullo - 9 Alessandro Tosi - 11 Leonardo Barzan Running Back - 32 Manuel Cartolari - 34 Edoardo Piacentini - 36 Lorenzo Nencioni RB/LB Wide Receiver - 3 Niccolò Ubaldini WR/LB - 6 Etile Amon - 13 Alessandro Fristachi - 19 Alessandro Araceli - 33 Gabriele de Mio - 80 Lorenzo Basilisco - 82 Michelangelo Franchi WR/DB - 83 Federico Piva - 84 Gregorio Giorgi Tight End - 87 Giacomo Abbati Offensive Linemen - 55 Diego d'Antonio OL/DL - 59 Matteo Barella - 63 Raffaele Lollini - 65 Antonio Namora Liuzza - 66 Filippo Montanari OL/DL - 68 Ricardo Donà OL/DL - 69 Mattia Solombrino - 71 Sofian Elgharabawi - 72 Lorenzo Rosati - 73 Massimo Petruccelli - 77 Simone Vallario Defensive Linemen - 8 Valentino Gnocchi DL/TE - 10 Davide Gerolin DL/OL - 12 Lorenzo Bacchetti - 78 Gabriele David DL/TE/RB - 99 Vincenzo Greco Linebacker - 1 Andrea Liffredo - 20 Herwand Choupo Fono - 25 Gioele Schiavoni LB/WR - 31 Alessandro Costi LB/RB - 52 Giovanni Martinello Defensive Back - 16 Fabrizio Tancioni DB/WR - 17 Adriano Araceli - 22 Federico Bassi - 23 Lorenzo Vai - 24 Marco Fabbri CB - 27 Patrick Ghidini - 28 Geremie Bomiya Emenge Special Team - 14 Darien Ferrarese K Roster aggiornato al 22 aprile 2025 |